# Phumtham Wechayachai
Phumtham Wechayachai (tai: ภูมิธรรม เวชยชัย)  (Phasi Charoen, 5 de desembre de 1953) és un polític tailandès que exerceix com a primer ministre en funcions de Tailàndia després de la suspensió de Paetongtarn Shinawatra el juliol de 2025. Anteriorment va exercir com a primer ministre en funcions del 14 al 16 d'agost de 2024, després de la destitució de Srettha Thavisin. Va exercir com a viceprimer ministre i ministre de Comerç de Tailàndia al gabinet de Srettha, i al gabinet de Paetongtarn va exercir com a ministre de Defensa. És el viceprimer ministre i ministre de l'Interior concurrent.